# Ottaviano Dell'Acqua
Ottaviano Dell'Acqua (Roma, 13 marzo 1955) è un attore e stuntman italiano.

## Biografia
Fratello di Arnaldo, Roberto, Alberto Dell'Acqua e Franco Dell'Acqua, ha interpretato alcuni film in compagnia dei fratelli, tra i quali Zombi 2. Una delle sue parti più note è quella di Gerry nel film Lo chiamavano Bulldozer di Michele Lupo.

## Filmografia

### Cinema
- Un minuto per pregare, un istante per morire, regia di Franco Giraldi (1968)
- Satyricon, regia di Gian Luigi Polidoro (1969)
- La vita, a volte, è molto dura, vero Provvidenza?, regia di Giulio Petroni (1972)
- Il cittadino si ribella, regia di Enzo G. Castellari (1974)
- Piedone a Hong Kong, regia di Steno (1975)
- Il tempo degli assassini, regia di Marcello Andrei (1975)
- Paura in città, regia di Giuseppe Rosati (1976)
- Il grande racket, regia di Enzo G. Castellari (1976)
- Keoma, regia di Enzo G. Castellari (1976)
- Roma a mano armata, regia di Umberto Lenzi (1976)
- Napoli violenta, regia di Umberto Lenzi (1976)
- Genova a mano armata, regia di Mario Lanfranchi (1976)
- Una donna chiamata Apache, regia di Giorgio Mariuzzo (1976)
- Il conto è chiuso, regia di Stelvio Massi (1976)
- Napoli spara!, regia di Mario Caiano (1977)
- I due superpiedi quasi piatti, regia di E.B. Clucher (1977)
- Un uomo in ginocchio, regia di Damiano Damiani (1978)
- Piedone l'africano, regia di Steno (1978)
- Lo chiamavano Bulldozer, regia di Michele Lupo (1978)
- Concorde Affaire '79, regia di Ruggero Deodato (1979)
- Da Corleone a Brooklyn, regia di Umberto Lenzi (1979)
- Uno sceriffo extraterrestre... poco extra e molto terrestre, regia di Michele Lupo (1979)
- Zombi 2, regia di Lucio Fulci (1979)
- Poliziotto - Solitudine e rabbia, regia di Stelvio Massi (1980)
- Chissà perché... capitano tutte a me, regia di Michele Lupo (1980)
- Incubo sulla città contaminata, regia di Umberto Lenzi (1980)
- Giochi erotici nella terza galassia, regia di Bitto Albertini (1981)
- Occhio alla penna, regia di Michele Lupo (1981)
- Il carabiniere, regia di Silvio Amadio (1981)
- Chi trova un amico trova un tesoro, regia di Sergio Corbucci (1981)
- Bomber, regia di Michele Lupo (1982)
- Banana Joe, regia di Steno (1982)
- La guerra del ferro - Ironmaster, regia di Umberto Lenzi (1983)
- Fuga dal Bronx, regia di Enzo G. Castellari (1983)
- I paladini: storia d'armi e d'amori, regia di Giacomo Battiato (1983)
- 2019 - Dopo la caduta di New York, regia di Sergio Martino (1983)
- Rage - Fuoco incrociato, regia di Tonino Ricci (1984)
- Tuareg - Il guerriero del deserto, regia di Enzo G. Castellari (1984)
- Blastfighter, regia di Lamberto Bava (1984)
- Rats - Notte di terrore, regia di Bruno Mattei (1984)
- Inferno in diretta, regia di Ruggero Deodato (1985)
- I giorni dell'inferno, regia di Tonino Ricci (1986)
- Double Target, regia di Bruno Mattei (1987)
- Cop Game - Giochi di poliziotto, regia di Bruno Mattei (1988)
- La vendetta, regia di Leandro Lucchetti (1988)
- Zombi 3, regia di Lucio Fulci (1988)
- Trappola diabolica, regia di Bruno Mattei e Claudio Fragasso (1988)
- After Death, regia di Claudio Fragasso (come Clyde Anderson) (1989)
- Miami Cops, regia di Afonso Brescia (come Al Bradley) (1989)
- Pummarò, regia di Michele Placido (1990)
- Sapore di morte, regia di Alfonso Brescia (come Al Bradley) (1990)
- Buck ai confini del cielo, regia di Tonino Ricci (1991)
- Space Navigator regia di Camillo Teti (1993)
- Botte di Natale, regia di Terence Hill (1994)
- Double Team, regia di Tsui Hark (1997)
- Il conte di Melissa, regia di Maurizio Anania (2000)
- Alex l'ariete, regia di Damiano Damiani (2000)
- Amnèsia, regia di Gabriele Salvatores (2002)
- Gangs of New York, regia di Martin Scorsese (2002)
- Il latitante, regia di Ninì Grassia (2003)
- Snuff killer - La morte in diretta, regia di Bruno Mattei (2003)
- Prendimi e portami via, regia di Tonino Zangardi (2003)
- Tartarughe sul dorso, regia di Stefano Pasetto (2004)
- Il solitario, regia di Francesco Campanini (2008)
- Rabbia furiosa - Er canaro, regia di Sergio Stivaletti (2018)

### Televisione
- La Piovra 5 - serie TV, stag. 5 ep. 1 (1990)
- Solomon & Sheba – film TV (1995)
- Occhio di falco – serie TV (1996)
- Ama il tuo nemico 2 – film TV (2001)
- Sarabanda Wrestling – game show (2003)[1]
- Padre Speranza, regia di Ruggero Deodato – film TV (2005)
- Crimini - Terapia d'urto – film TV (2006)
- I bastardi di Pizzofalcone – serie TV, episodio 2x05 (2018)
- Pretendo l'inferno, regia di Eugenio Ercolani – documentario (2024)

## Doppiatori italiani
- Piero Tiberi in Lo chiamavano Bulldozer
- Vittorio Stagni in Occhio alla penna